# Cicer grande
Cicer grande là một loài thực vật có hoa trong họ Đậu. Loài này được (Popov) Korotkova miêu tả khoa học đầu tiên.